# Lideby

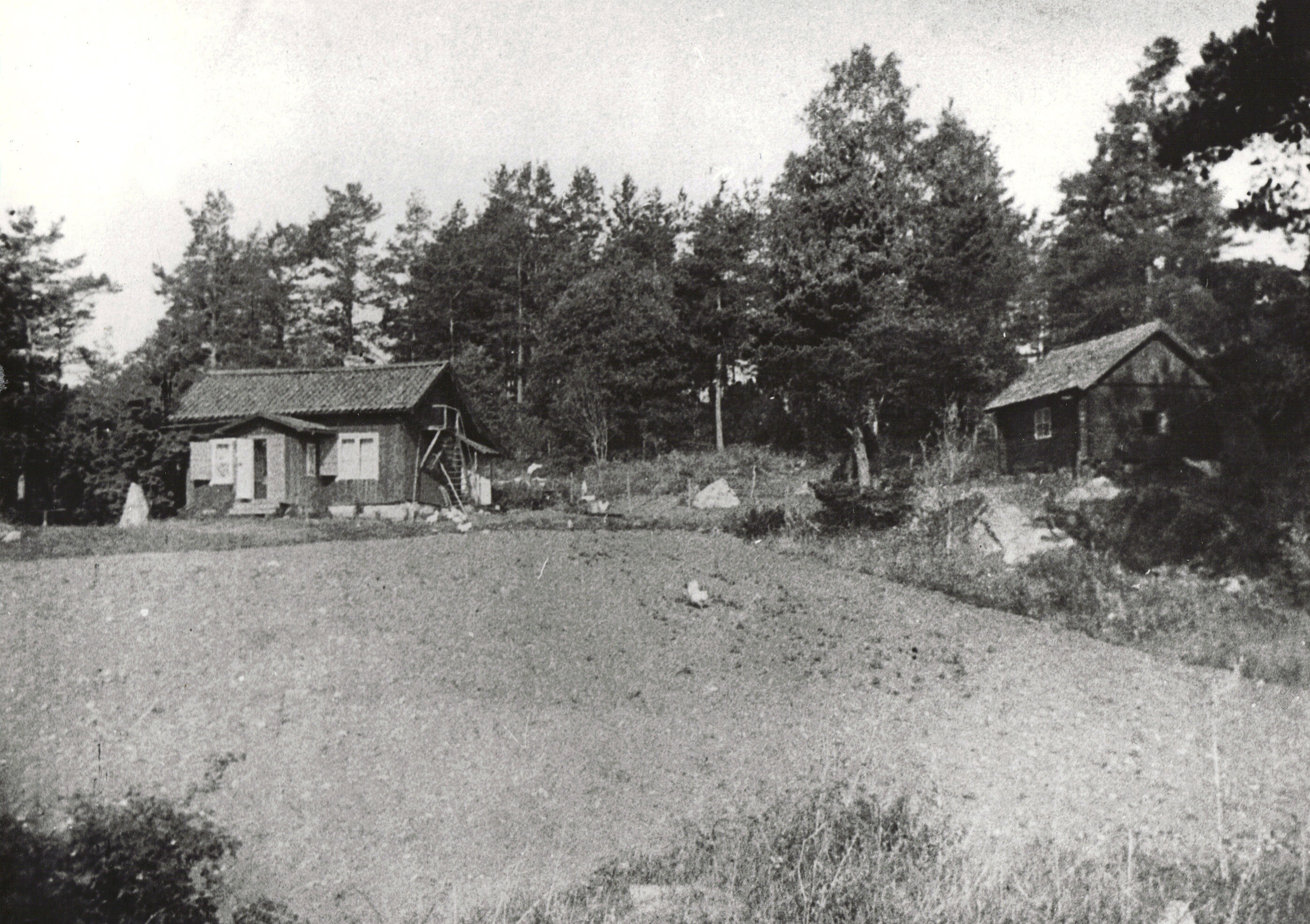
Lilla Lideby före 1920.

Lideby är ett område i nordvästra Salems socken i Salems kommun, Stockholms län. Tillsammans med närbelägna Lundby finns här en bebyggelsekontinuitet från bronsåldern och fram till idag. Lidebys bebyggelse bestod i början av 1900-talet av Stora och Lilla Lideby med tillhörande uthus samt Lidebys gamla folkskola. Idag återstår ett bostadshus från 1920-talet och Lideby skolhus från 1913 medan Lideby gamla folkskola från 1862 finns sedan 1973 på friluftsmuseet Torekällberget i Södertälje.

## Lidebys gårdar

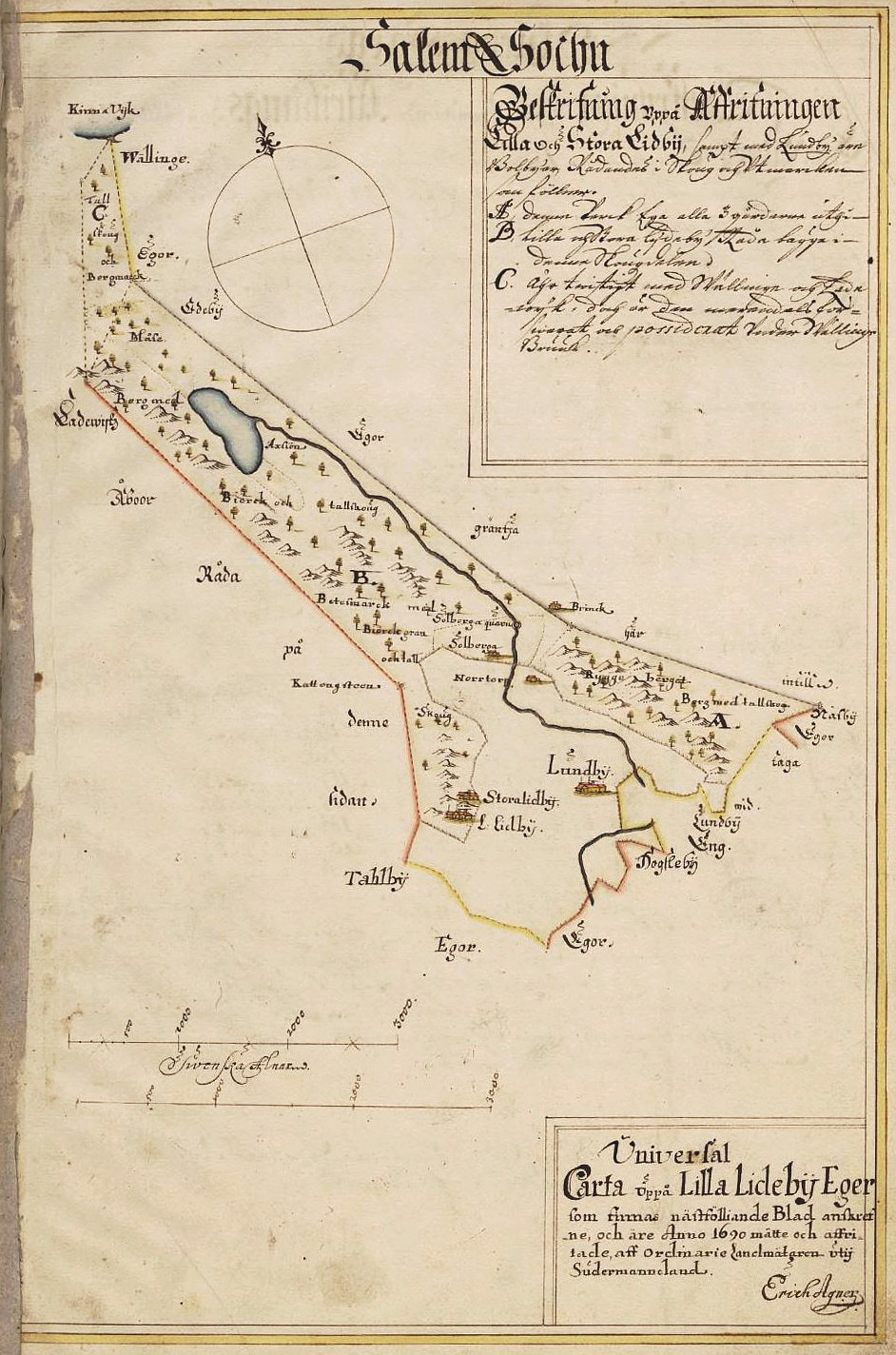
Lidebys ägor år 1690.

Trakten kring Lideby är rik på forntida gravfält, skålgropsstenar och andra lämningar från brons- och järnåldern. År 1310 omnämns Lideby för första gången skriftligt som villa lidhby parrochia slaam. År 1453 ägs Lideby av en Lars som var häradsdomare. Då var stället ett skattehemman på ett mantal. År 1554 omtalas en Oluff Persson i Liidbÿ. 1653 delades Lideby i två gårdar: Stora och Lilla Lideby, där Lilla Lideby utgjorde den södra gården. Lideby omtalas som säteri på 1660-talet, men fick rättigheterna indragna vid 1679 års säterirannsakning.
Tillsammans var gårdarna på 1¾ mantal och ägorna sträckte sig i en spetsig triangel ända upp till Bockholmssundet i Mälaren. Vällinge gård var grannen i öster och grannen i väster var Ladviks gård. I syd liksom omfamnade Lidebys egendom den av Lundby och Bergaholms ägor vidtog. I närheten låg också den över 300 år sedan försvunna byn Åkerby.
Efter 1843 låg Lideby under Vällinge. Deras rättare, Svensson, bodde här under slutet av 1800-talet. Kring sekelskiftet 1900 förvärvades Lideby av Stockholms stad som en av Bornsjöegendomarna. Lilla Lideby revs omkring 1920 och Stockholm Vatten lät bygga det gula bostadshuset som finns där idag. Huset var skogvaktarbostad fram till 1953. Den sista permanentboende på Stora Lideby var skogsarbetaren Gustaf Danielsson. Han flyttade 1938 till närbelägna Lundby när Stora Lidebys byggnader revs.

## Solberga kvarn

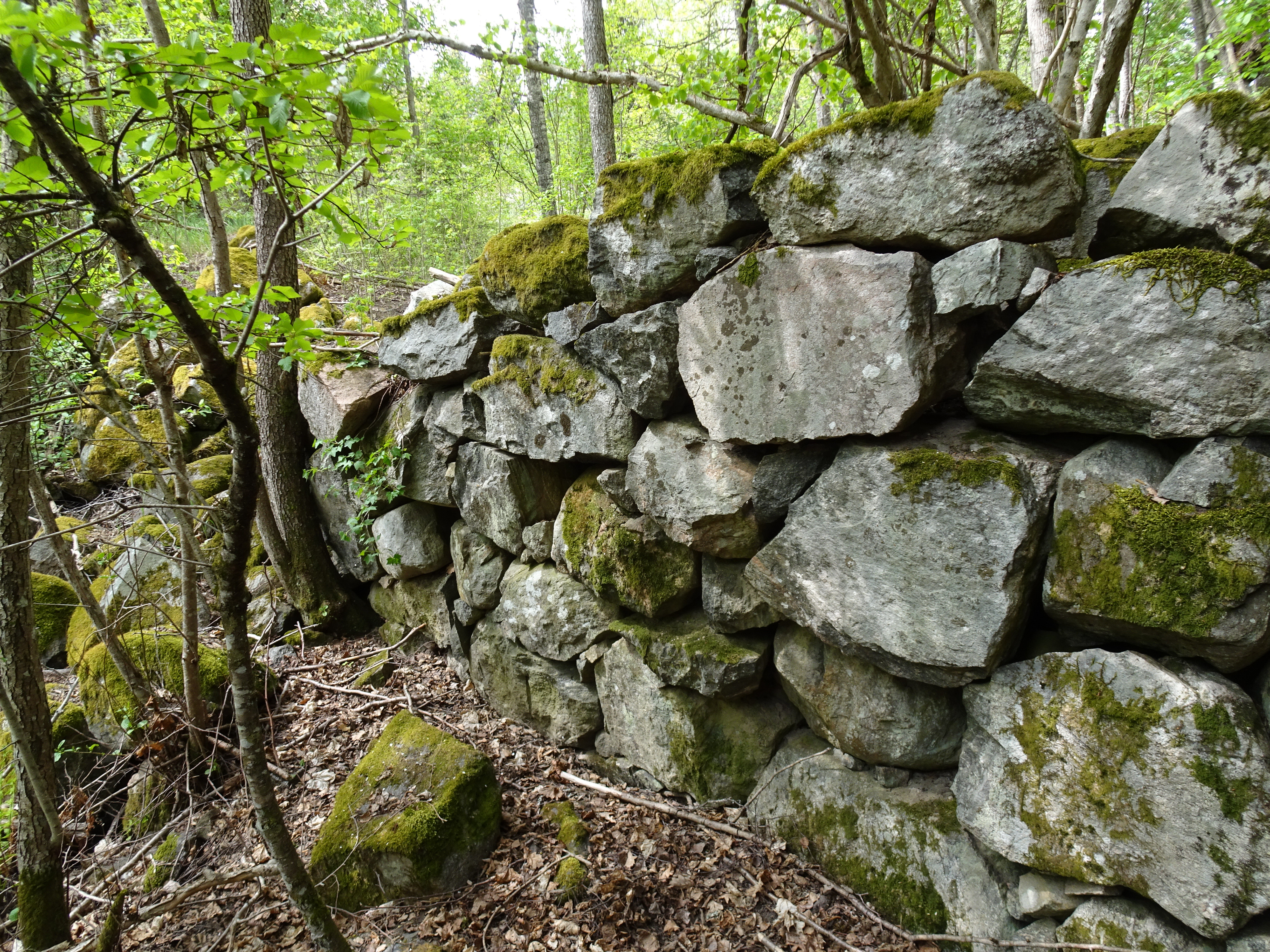
Ruinen efter Solberga kvarn.

Till Lideby hörde den numera nästan igenväxta Acksjön och torpet Solberga samt en vattenkvarn vid namn Solberga kvarn som nyttjade flödet i Acksjöbäcken som rinner från Acksjön till Bornsjön. Vid torpet Solberga bildar Acksjöbäcken ett litet fall och här uppfördes en vattenkvarn som 1653 var ett eget skattlagt torp på 1/8 mantal. På kartan över Lidebys ägor år 1690 är kvarnen markerad som Solberga qvarn. 
Vattenkraften räckte bara på våren och hösten att driva en såg, möjligtvis även en mjölkvran. Enligt vissa uppgifter har fallet även drivit en stamp för beredning av sämskskinn. För att jämna ut och öka  flödet hade bäcken dämts upp med en gråstensvägg. Sågen var igång till omkring 1905 och revs snart därefter. Spår efter både torpet och kvarnen finns fortfarande bevarade i form av gråstensfundament.

## Lidebys skolor

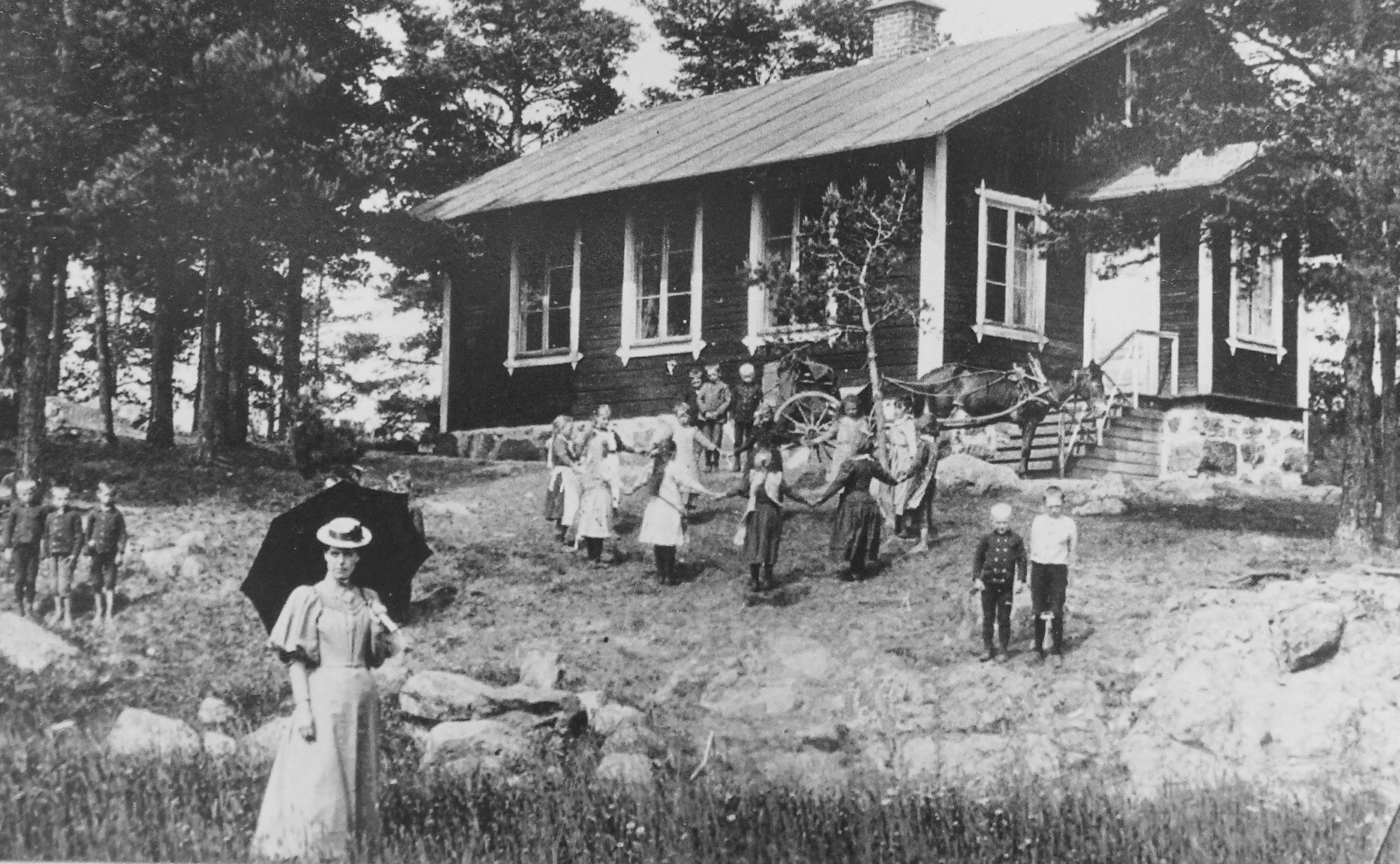
Lideby gamla skola, 1908.

Mellan Lideby och Lundby, intill nuvarande Vällingevägen, uppfördes 1862 Salems sockens första småskola. I byggnaden fanns en skolsal och bostad om ett rum och kök. Lärarinnan fick bo gratis och hade cirka 300 kronor i lön om året. På ett fotografi från 1908 syns lärarinnan Engla Gyberg med sina två skolklasser. Huset fungerade som skola fram till 1913 då verksamheten flyttade till en ny, större skola cirka 200 meter söder om den gamla. Lidebys gamla skola nyttjades sedan fram till 1942 för pojkarnas träslöjdsundervisning och som bostad för skolvaktmästaren. 1972/1973 monterades skolbyggnaden ner och återuppsattes på Torekällberget där man valde att visa en skolsal så som den kunde te sig 1905. På platsen för den gamla skolan återfinns idag husets stenfundament.
Den nya skolan blev en gulputsad tegelbyggnad i en våning med utbyggd vind under ett brutet sadeltak och med flera klassrum. Skolhuset är en god representant för en folkskola från denna tid.  Här bedrevs skolverksamhet fram till 1940-talet. Byggnaden ägdes och förvaltades av Salems kommun, medan tomten ägs av Stockholms Stad och dess bolag, Stockholm Vatten. 2009 beslöt kommunen att sälja Lideby skolhus. Åren 2013–2014 renoverades byggnaden, vilken numera används som samlingslokal och bostad.

## Bilder

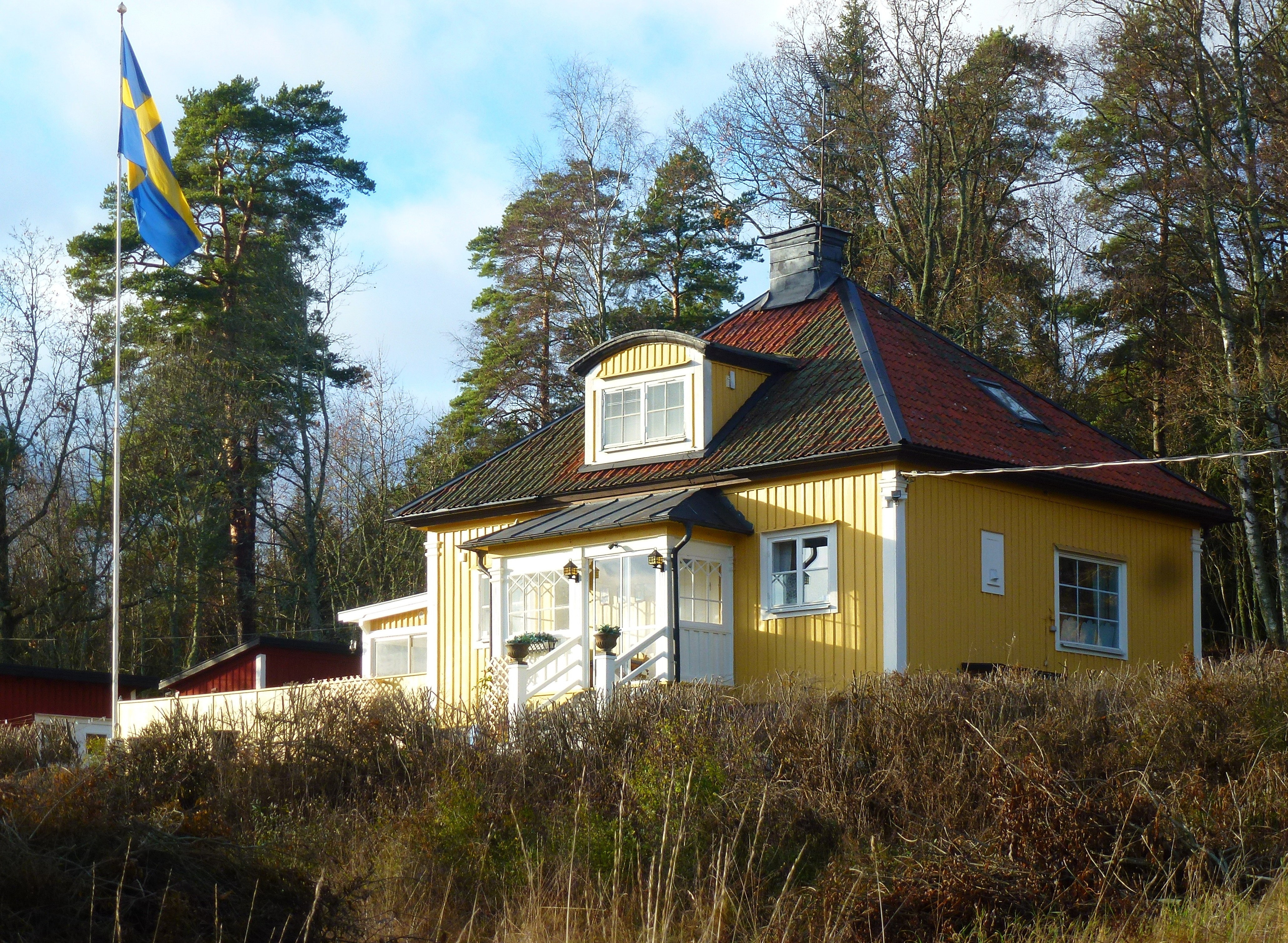
Lideby bostadshus från 1920-talet
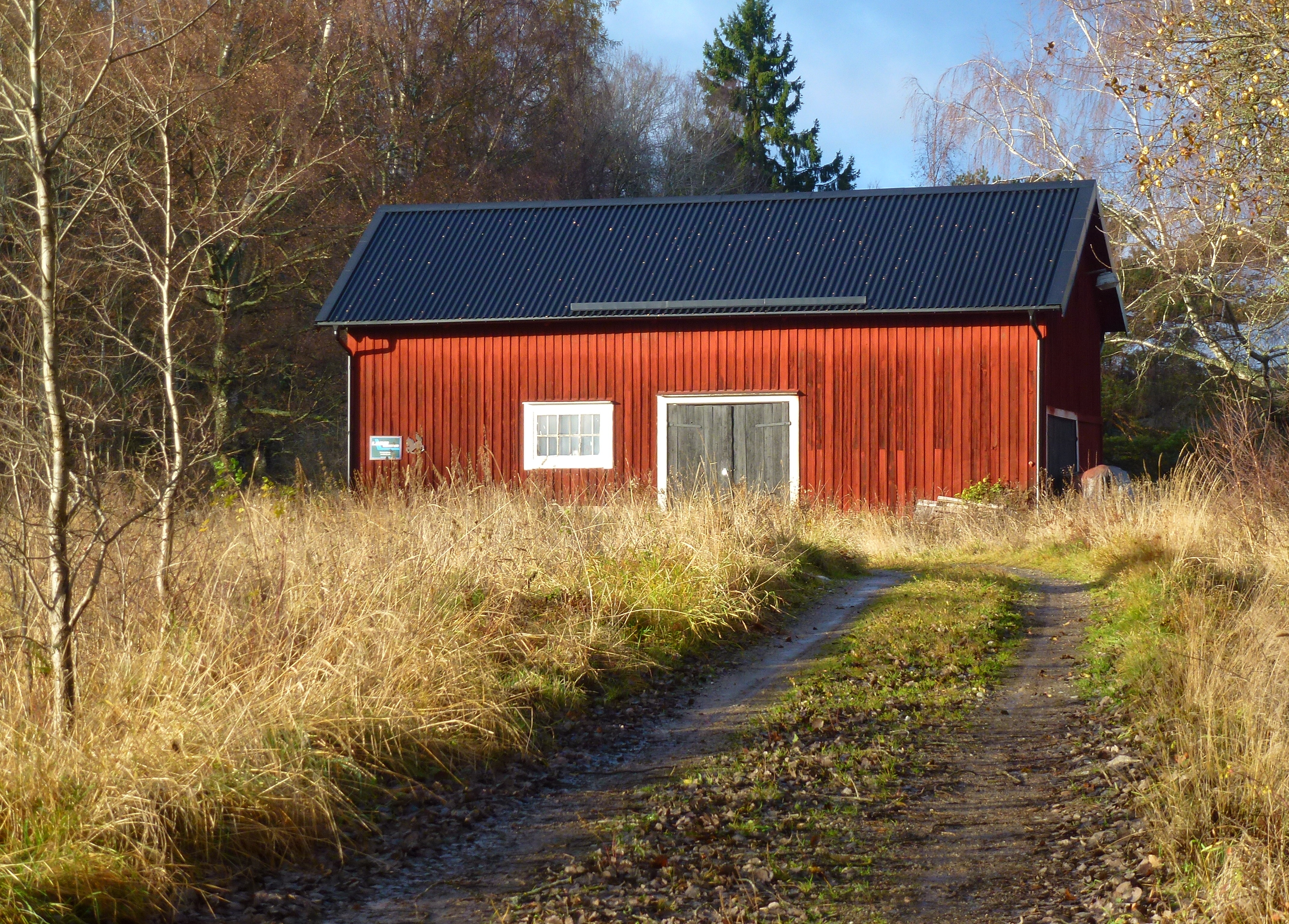
Uthus vid Lideby
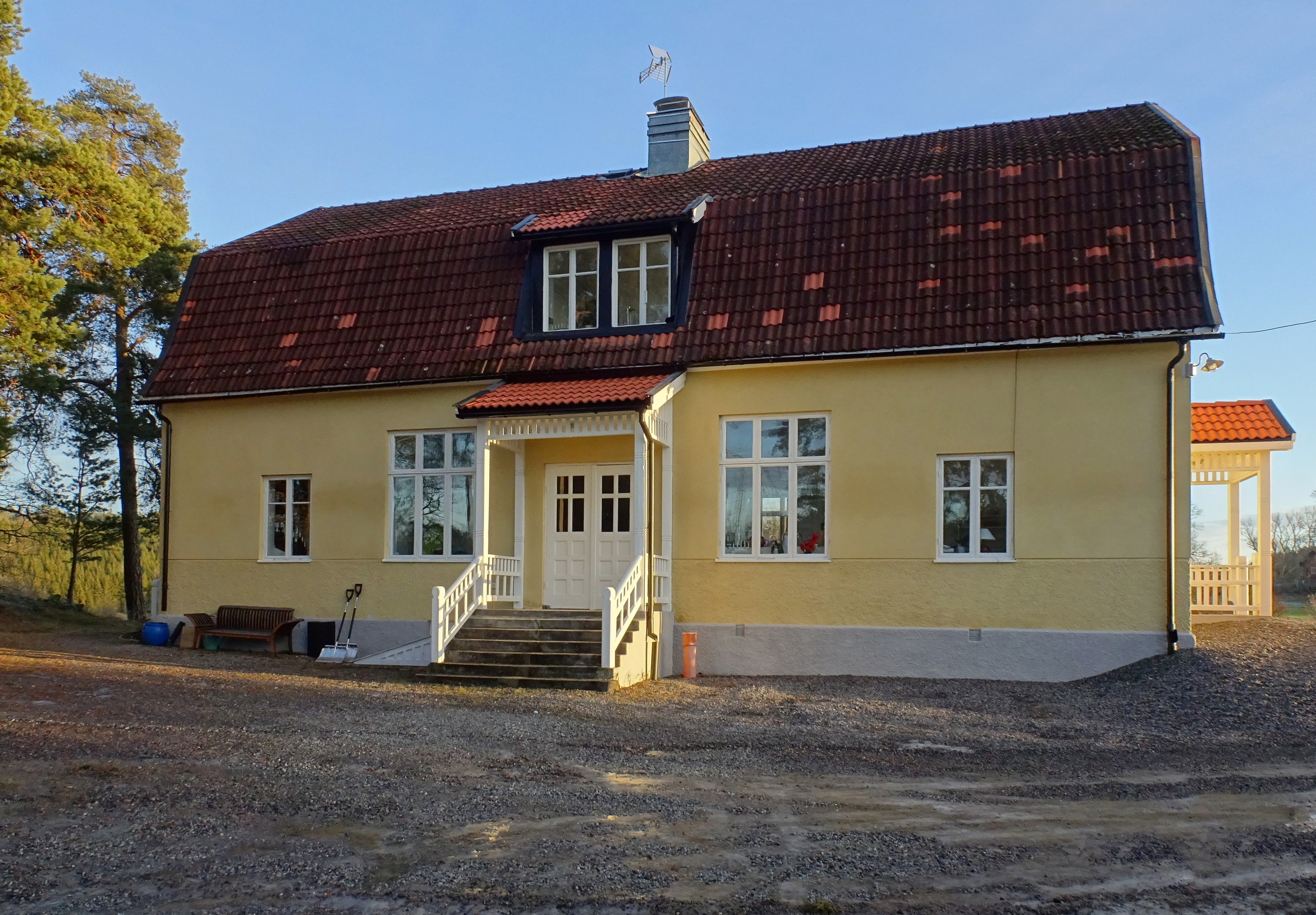
Lideby skolhus byggt 1913
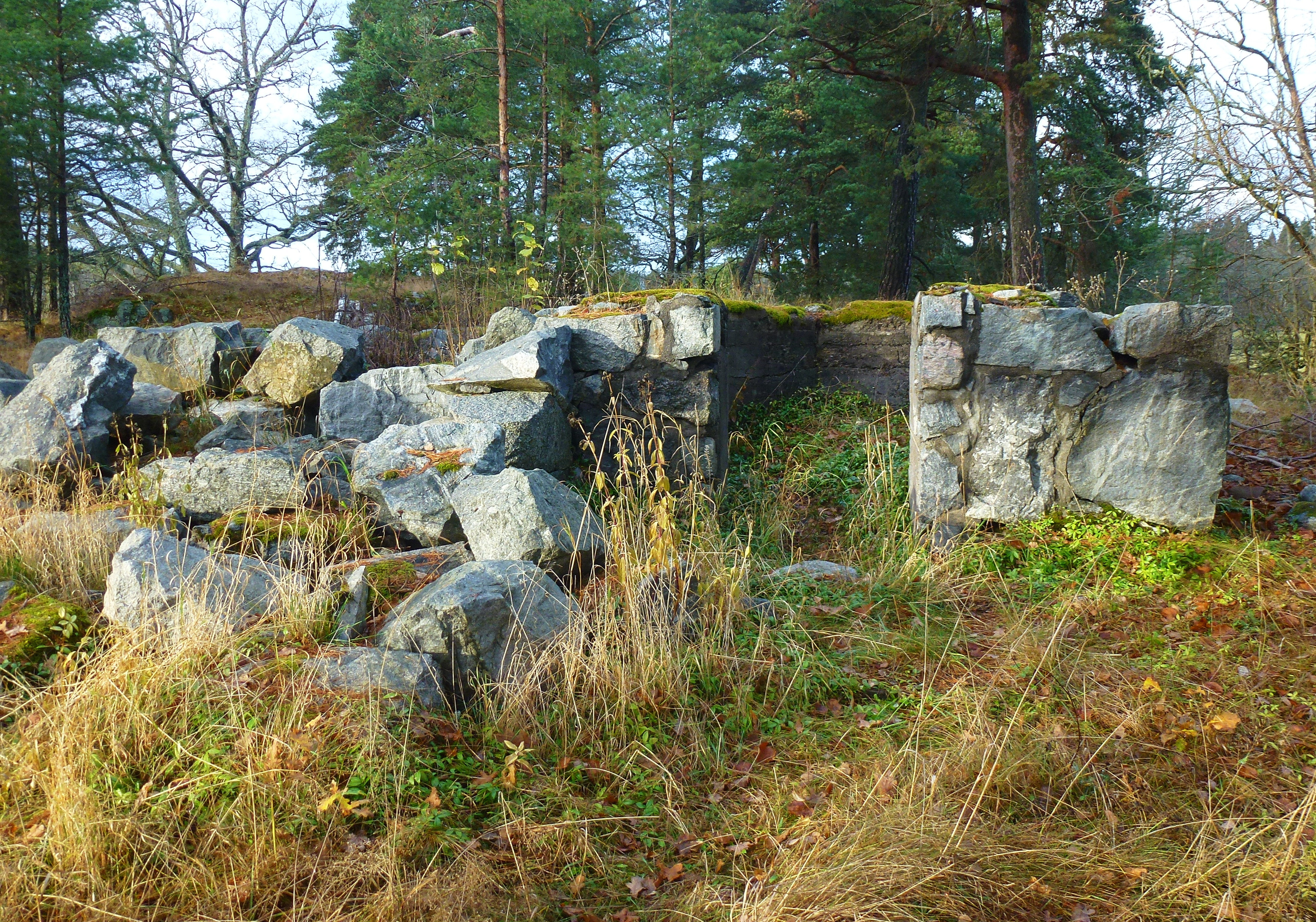
Grunden efter Lideby gamla skola
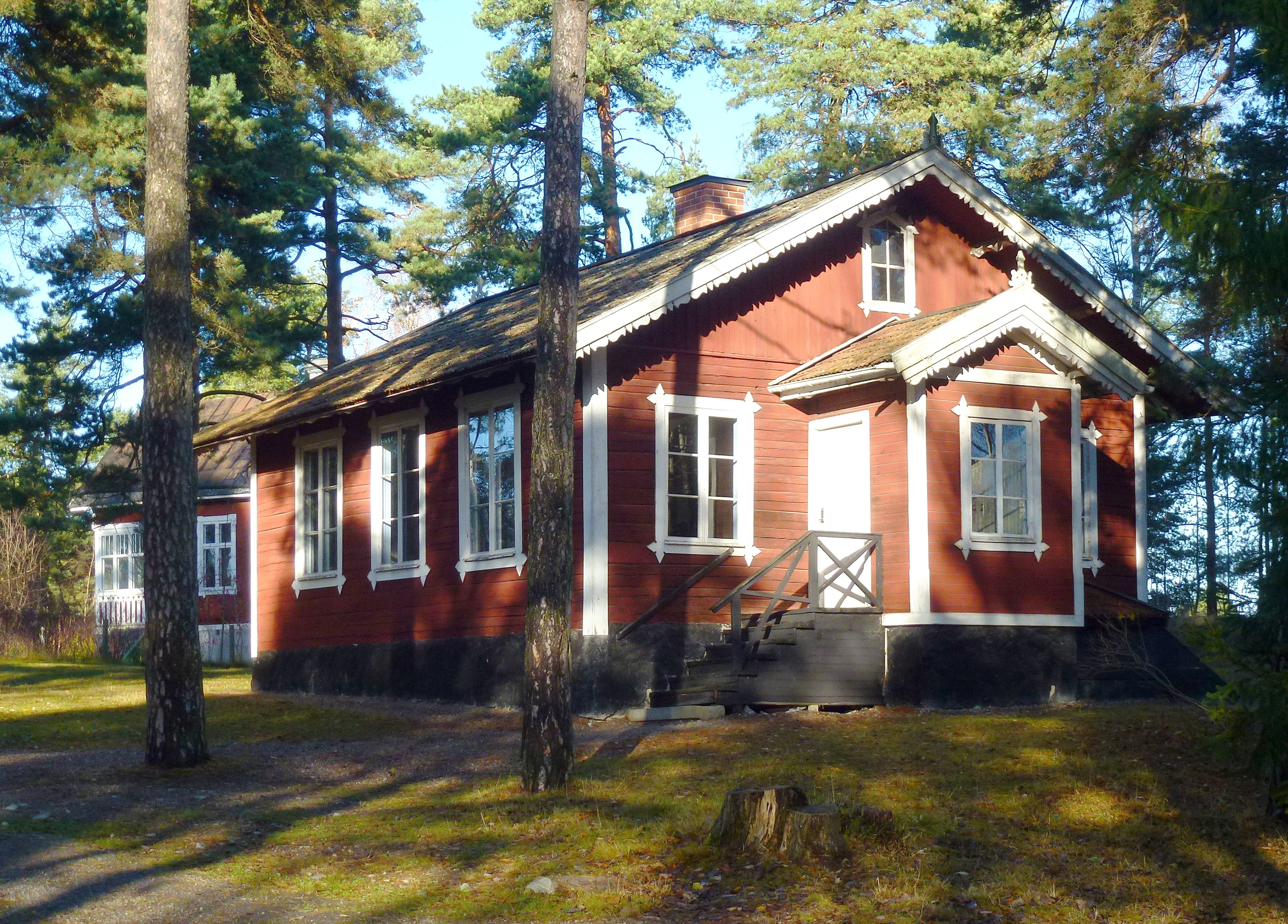
Lideby gamla skola på Torekällberget